# Huviška
Huviška (kušánsky Οοηϸκι) byl kušánský král, který nastoupil na trůn okolo čtyřicátých let 1. století po králi Kaniškovi. Na trůně se udržel okolo čtyřiceti let, poté na jeho místo nastoupil Vásudéva I. Již během rané období své vlády věnoval značné úsilí upevnění vlády nad Mathurou. Ta se totiž nacházela na jihovýchodním cípu Kušánska a byla ovládána většinou místními vládci. Důležitými nálezy z této doby jsou mince, které byly nalezeny i v okolí Bódhgaji, z čehož lze usuzovat, že během této doby měla Kušánská říše vliv až zde.
Samotná Kušánská říše se nacházela na severu Indického subkontinentu a na území Střední Asie.

## Náboženství
Z doby vlády krále Huvišky pochází nejstarší nápis dokládající jméno Buddhy Amitábhy. Zachoval se na spodní části sochy, která je nyní uložena v muzeu v Mathuře. Socha je datována do dvacátého osmého roku Huviškovy vlády a byla Amitábhovi věnována skupinou kupců. Soudě dle ikonografických zobrazení na mincích dal Huviška oproti Kaniškovi přednost vyobrazování indických božstev před íránskými. Huviška též jako první začal na mincích zobrazovat helénsko-egyptského boha Serapia a bohyni Roma.